# Chemiczna broń
Chemiczna broń – drugi długogrający album zespołu Manchester, wydany 27 września 2011 roku nakładem wytwórni Pomaton EMI. 
Album zawiera 15 utworów, w tym przedpremierowo wydane single „Tajemnica”, „Lawendowy” czy „Ostatni raz z moją klasą”.

## Lista utworów
Opracowano na podstawie materiału źródłowego.
1. „Lawendowy”
2. „Autostrady kłamstw”
3. „Świadek koronny”
4. „Tajemnica”
5. „Czas nas nie goni”
6. „Lubię Twoje włosy”
7. „Nie chce się spać”
8. „List”
9. „Wyścig szczurów”
10. „Ćma”
11. „Na Jej podobieństwo”
12. „Chemiczna broń Twoich łez”
13. „Jestem supermenem”
14. „Polski Londyn”
15. „Ostatni raz z moją klasą”